# 苍山石杉
苍山石杉（学名：Huperzia delavayi）为石杉科石杉属下的一个种。